# Douglas James Jardine
Sir Douglas James Jardine KCMG OBE (* 13. Oktober 1888; † 11. Dezember 1946) war ein britischer Kolonialgouverneur.

## Leben
Jardine besuchte die Westminster School und danach das Trinity College in Cambridge, graduierte 1910 zum Bachelor und 1910 zum Master.
Als Angehöriger des britischen Kolonialdienstes diente er in den Jahren von 1910 bis 1927 in Zypern, Somaliland und Nigeria. 1918 wurde er Officer des Order of the British Empire (OBE). 1921 folgte die Versetzung nach Tanganjika, wo er zunächst Stellvertreter und von 1928 bis 1934 selbst Chief Secretary der Regierung war. In seiner Amtszeit vertrat er dort 1929 Gouverneur Sir Cameron und nahm dessen Amtsgeschäfte war. 1932 wurde er zum Companion des Order of St. Michael and St. George ernannt.
Von 1934 bis 1937 war er Gouverneur und Oberbefehlshaber von Britisch-Nordborneo und vom 21. Mai 1937 bis zum 5. Juli 1941 Gouverneur von Sierra Leone. 1938 wurde er Knight Commander des Order of St. Michael and St. George. In seiner letzten politischen Verwendung war er von 1941 bis 1943 Gouverneur der Leeward Islands.

## Veröffentlichungen
- Harry Charles Lukach, Douglas James Jardine: The Mad Mullah of Somaliland. ISBN 978-0-8371-1762-1
- Douglas James Jardine: The Handbook of Cyprus